# Fortællingen om Rosa - en film med og om plejebørn
Fortællingen om Rosa - en film med og om plejebørn er en dansk dokumentarfilm fra 2011, der er instrueret af René Bo Hansen efter manuskript af ham selv og Knud Erik Petersen.

## Handling
I det moderne samfund oplever et stort antal børn og unge, at familien ikke fungerer og derfor bliver en belastning i stedet for en sikker havn. Mange børn der vokser op i misbrugsfamilier, kæmper en daglig kamp for at holde sammen på familien - de gør alt hvad de kan for at dagligdagen skal fungere, og de er utroligt loyale overfor de biologiske forældre. De bliver til små voksne, selvom de reelt er sårbare børn, der ikke er klar til helt alene at opsætte rammerne for deres eget liv. Det ansvar, som børnene sidder med i en alt for tidlig voksenrolle, har store konsekvenser for den psykiske udvikling og deres opbygning af nære sociale relationer. Andre børn er ofre for overgreb. Også disse børn er meget loyale. De kæmper en daglig kamp for at beskytte familien ved at bevare de hemmeligheder, der skader dem selv. Ensomhed og isolation kommer ofte til at kendetegne disse børns opvækst.